# Vidnava
Vidnava (in tedesco Weidenau, in polacco Widnawa) è una città della Repubblica Ceca facente parte del distretto di Jeseník, nella regione di Olomouc.